# Diamantino (ort)
Diamantino är en ort i Brasilien.   Den ligger i kommunen Diamantino och delstaten Mato Grosso, i den centrala delen av landet, 900 km väster om huvudstaden Brasília. Diamantino ligger 282 meter över havet och antalet invånare är 15 699.
Terrängen runt Diamantino är platt åt nordväst, men åt sydost är den kuperad. Det finns inga andra samhällen i närheten.
Omgivningarna runt Diamantino är huvudsakligen savann. Runt Diamantino är det mycket glesbefolkat, med 2 invånare per kvadratkilometer.